# Boxer (hudební skupina)
Boxer byla britská rocková skupina, kterou v roce 1975 založili klávesista Mike Patto a kytarista Ollie Halsall. Vydali tři alba, Below the Belt (1975), Absolutely (1977) a Bloodletting (1979), na kterém se podíleli i Bobby Tench a Boz Burrell. Kapela zanikla po vydání alba Absolutely, když Mike Patto onemocněl.
Manažerem kapely byl Nigel Thomas, který zajistil pětiletou dohodu na pět alb se CBS, jež měla údajně hodnotu £1.2 milionu, ale kvůli Pattovo smrti v březnu 1979 nebyla nikdy uskutečněna.

## Diskografie
- Below the Belt (1975)
- Absolutely (1977)
- Bloodletting (1979)